# 이케다 마사키
이케다 마사키(일본어: 池田 昌生, 1999년 7월 8일~)는 일본의 축구 선수이다.

## 구단 경력
그는 2018년 J3리그의 후쿠시마 유나이티드 FC에 입단했다. 2020년까지 97경기에 출전하여, 8득점을 넣었다. 2021년 J1리그의 쇼난 벨마레로 이적했다.